# جو آن روبنسون
جو آن روبنسون (بالإنجليزية: Jo Ann Robinson)‏ هي ناشِطة أمريكية، ولدت في 17 أبريل 1912 في كلودن في الولايات المتحدة، وتوفيت في 29 أغسطس 1992 في لوس أنجلوس في الولايات المتحدة.

## بدايات حياتها
ولدت جو آن جيبسون في السابع عشر من أبريل عام 1912 قرب كولودين بولاية جورجيا وكانت الأصغر بين اثني عشر طفلًا. كان والداها أوين بوستون ودولي ويب جيبسون يملكان مزرعةً. توفى والدها عندما كان عمرها ست سنوات فقط. انتقلت العائلة بعد وفاة الوالد إلى ماكون بولاية جورجيا. تميزت جو آن في المدرسة ونالت تفوقًا في سنة التخرج من المدرسة الثانوية. أصبحت أول فرد في عائلتها يدرس في كلية جامعية، حيث درست في كلية فورت فالي.

## المسيرة المهنية والكلية
تخرجت جو آن من كلية فورت فالي الحكومية مع درجة البكالوريوس عام 1934. بعد الكلية أصبحت معلمة مدرسة عامة في ماكون، إذ كانت متزوجة من ويلبر روبنسون لفترة قصيرة. بعد خمس سنوات، ذهبت إلى أتلانتا، حيث حصلت على درجة الماجستير في اللغة الإنجليزية من جامعة أتلانتا. واصلت تعليمها حتى بعد حصولها على درجة الماجستير في جامعة كولومبيا في نيويورك واستمرت في دراسة اللغة الإنجليزية. بعد فترة قصيرة ذهبت جو آن للتدريس في كلية ماري ألين. بعد التدريس في تكساس قبلت منصب في كلية ولاية ألاباما في مونتغمري.

## المجلس النسائي السياسي
كانت مونتغمري، ألاباما، قد انضمت إلى المجلس السياسي للمرأة، الذي أسسته ماري فير بورك قبل ثلاث سنوات. كان المجلس النسائي السياسي منظمة مكرّسًا لإلهام الأميركيين من أصل أفريقي للارتقاء إلى مستوى فوق المتوسط الذي اشترط عليهم لقبولهم، ومحاربة جنح الأحداث وزيادة تسجيل الناخبين في المجتمع الأمريكي من أصل أفريقي وتحسين وضعهم كمجموعة. سعى المجلس النسائي السياسي أيضًا لتطوير مشاركة المرأة في الشؤون المدنية وعمل على تشجيع الأمريكيين من أصل أفريقي على التصويت ومساعدة النساء ضحايا الاغتصاب.

## التمييز العنصري في حافلات مونتغمري
تعرضت روبنسون عام 1949 لهجوم شفهي من قبل سائق حافلة لجلوسها في قسم «البيض فقط» من الحافلة. كان القسم فارغًا، خوفاً من تصاعد الحادث وأن السائق سيتحول من الإساءة اللفظية إلى العنف الجسدي تركت جو آن الحافلة. كان ردها على الحادث هو محاولة بدء مقاطعة احتجاج ضد الفصل بين الحافلات في ألاباما. ولكن عندما اتصلت بزملائها من أعضاء المجلس السياسي للمرأة أخبرتهم بقصتها واقتراحها، قيل لها إن الأمر حقيقة واقعة في مونتغمري. في أواخر عام 1950، خلفت جو آن بوركس في رئاسة المجلس النسائي السياسي وساعدت في تركيز جهود المجموعة على انتهاكات الحافلات. لتعزيز جهودها، التقت جو آن مع الرائد في مونتغمري في ذلك الوقت ويليام أ. جايل. حصلت جو آن على لقاء مع مجلس المدينة، لكن كالمعتاد لم يكونوا مهتمين بما قالته. عندما قوبل كلامها بالإهمال، أخذت جو آن الأمور على عاتقها ونظمت المقاطعة مرة أخرى. كانت روبنسون ناقدةً صريحةً لمعاملة الأمريكيين من أصل أفريقي بوسائل النقل العام. كانت نشطة أيضا في الكنيسة المعمدانية في جادة دكستر.
قدم المجلس السياسي للمرأة شكاوى بشأن الجلوس في الحافلة إلى لجنة مدينة مونتغمري وعن السائقين المسيئين، وحقق بعض التنازلات، بما في ذلك تعهد بأن يكون السائقون مهذبين وأن تتوقف الحافلات في كل زاوية في أحياء السود، كما يتم الأمر في مناطق البيض.
بعد قضية براون ضد مجلس التعليم عام 1954، أبلغت روبنسون عمدة المدينة أن المقاطعة ستحصل، وبعد اعتقال روزا باركس، انتهزوا الفرصة للتخطيط لمقاطعة حافلات مونتغمري.
في يوم الخميس الموافق 1 ديسمبر 1955، قُبض على روزا باركس لرفضها الانتقال من مقعدها في منطقة السود في الحافلة التي كانت تسافر بها لتفسح الطريق أمام مسافر أبيض كان واقفًا. كانت السيدة باركس، وهي منظمة للحقوق المدنية، تنوي إثارة رد فعل من المواطنين البيض والسلطات الرسمية. في تلك الليلة، بإذن من السيدة باركس، استمرت السيدة روبنسون بتوزيع 52500 كتيب يدوي لمقاطعة نظام الحافلات في مونتغمري بمساعدة رئيسي إدارة الأعمال بولاية ألاباما، جون كانون وطالبين آخرين. وأشارت روبنسون في مقابلة جرت عام 1976 إلى أن المقاطعة كانت مدعومة ونفذها الكثيرون، وأنه لم يكن هناك دعم للمقاطعة من قِبل عدد قليل من الناس؛ فقد دعمها 52000 شخص. كان من المقرر في البداية أن تكون المقاطعة يوم الاثنين التالي. أصدرت المنشورات في اجتماع بعد ظهر يوم الجمعة في الكنيسة الميثودية الأسقفية الإفريقية الصهيونية، من بين أماكن أخرى، وطلب القس إل ر. بينيت ومبشرون آخرون حضور اجتماع في مساء يوم الجمعة وحث التجمعات على المشاركة في المقاطعة. بعد ذلك، وزعت روبنسون والقس رالف ديفيد أبيرناثي واثنان من طلابها الكبار وأعضاء آخرين في مجلس المرأة الكتيبات على طلاب المدارس الثانوية الذين غادروا المدرسة بعد ظهر ذلك اليوم.
بعد نجاح المقاطعة التي استغرقت يومًا واحدًا، قرر المواطنون السود مواصلة المقاطعة وأنشأوا جمعية تحسين مونتغمري لتركيز جهودهم. انتخب القس مارتن لوثر كينغ الابن رئيسًا لها. لم تصبح جو آن روبنسون عضوًا في هذه المجموعة. كانت قد رفضت منصبًا رسميًا في جمعية تحسين مونتغمري بسبب منصبها التعليمي في ولاية ألاباما. عملت في مجلس إدارتها وحررت النشرات الإخبارية بناء على طلب مارت لوثر. خلف الكواليس، ساعدت روبنسون أيضًا في استخدام السيارات الأمريكي من أصل أفريقي في العمل. كانت منخرطة للغاية إذ أشار مارتن لوثر كينج في مذكراته حول مقاطعة خطوة نحو الحرية، وقال عنها «على ما يبدو لا يمكن الدفاع عنها، كانت، وربما أكثر من أي شخص آخر نشطة في كل مفاصل الاحتجاجات. من أجل حماية منصبها في كلية ولاية ألاباما وحماية زملائها، تعمدت روبنسون أن تبقى خارج دائرة الضوء على الرغم من أنها عملت بجد مع MIA. ساعدت روبنسون وأعضاء المجلس النسائي السياسي الآخرين أيضًا في الحفاظ على المقاطعة من خلال توفير وسائل النقل للمقاطعين.
تعرضت روبنسون لعدة أعمال تخويف. فقد ألقي القبض عليها عدة مرات. في فبراير 1956، ألقى ضابط شرطة محلي بالحجارة على نافذة منزلها. ثم بعد أسبوعين، قام ضابط شرطة آخر بسكب حمض على سيارتها. لقد أصبح العنف مقيتًا لدرجة أنه يهدد الحياة لدرجة أن حاكم ولاية ألاباما أمر شرطة الولاية بحراسة منازل زعماء المقاطعة. استمرت المقاطعة لأكثر من عام لأن شركة الحافلات لم تستسلم لمطالب المحتجين. في 20 ديسمبر من عام 1956 انتهت المقاطعة، اعتبرت محكمة المقاطعة الفيدرالية أن الفصل بين المقاعد غير دستوري. ومع ذلك، قاتلت جو آن بقوة وفخر في النجاح النهائي للمقاطعة. في مذكراتها، كتبت روبنسون «شعب مضطهد ولكن شجاع، ارتقى كبريائه وكرامته إلى هذه المناسبة والخوف منسجم، وواجه أيًا كانت المخاطر التي يجب مواجهتها. كانت المقاطعة أجمل ذكرى حملها جميع الذين شاركوا، سنحملها في عقولنا حتى نموت». اندلعت مقاطعة حافلة مونتغمري وأعطت أملاً حقيقياً لأنها ساعدت في إلهام الاحتجاجات الأخرى بسبب نجاحها، وبالطبع قادت العديد من الاحتجاجات بأهمية اللاعنف الذي بشر به مارتي لوثر كينغ. بعد اعتصام الطلاب في أوائل عام 1960، استقالت روبنسون وغيرها من المعلمين الذين ساندوا الطلاب مناصبهم في كلية ولاية ألاباما. غادرت روبنسون كلية ولاية ألاباما وانتقلت من مونتغمري في ذلك العام. درّست في كلية جرامبلينج في لويزيانا لمدة عام ثم انتقلت إلى لوس أنجلوس ودرّست اللغة الإنجليزية في نظام المدارس العامة. في لوس أنجلوس، واصلت نشاطها في المنظمات النسائية المحلية. درّست في مدارس لوس أنجلوس حتى تقاعدت من التدريس في عام 1976. كانت جو آن روبنسون أيضًا جزءًا من مقاطعة الحافلات، وكانت تعارض بشدة التمييز. ألهمت جو آن روبنسون العديد من النساء الشابات للانضمام إلى الاحتجاج والقتال. قالت جو آن: «لم تكن القيادة النسائية أقل أهمية لتطوير مقاطعة حافلة مونتغمري من القيادة التي يهيمن عليها الرجال والمبشرون».
نُشرت مذكرات روبنسون ومقاطعة حافلة مونتغمري والمرأة التي بدأت عملها التي حرّرها ديفيد ج. جارو عام 1987 من قبل دار نشر جامعة تينيسي.